# Orny (Vaud)
Pour les articles homonymes, voir Orny.
Orny est une commune suisse du canton de Vaud, située dans le district de Morges.

## Géographie
Le centre d'Orny est situé à 1 km au nord-est de La Sarraz et à 18 km au nord de Morges, capitale du district. La superficie de 5,6 km2 du territoire communal est placée en partie sur le plateau Vaudois, au sud-ouest dans le Vallon du Nozon et également dans la plaine de l'Orbe. Le point le plus haut de la commune est à 590 mètres d'altitude sur le Mormont.
À l'ouest, les limites du village se trouvent à Sur Crause à 505 mètres d'altitude, et à l'est, Sur le Mont est à 504 mètres d'altitude. Au nord de la commune, une zone est exploitée par l'agriculture à une altitude moyenne de 450 mètres d'altitude. On y trouve également les vestiges du canal d'Entreroches. La limite sud se trouve sur Mormont, colline qui marque la limite des bassins collecteurs du Rhône et du Rhin.
En 1997, 4 % du territoire est constitué de terrain constructible et 16 % de forêts ; les 79 % restants sont consacrés à l'agriculture. 1 % du territoire est improductif.
Les communes voisines de Orny sont Éclépens, La Sarraz, Pompaples et Bavois.

## Population

### Gentilé et surnom
Les habitants de la commune se nomment les Orniérans.
Ils sont surnommés les Rupiants (les prodigues en patois vaudois, les autorités ayant dépensé en un seul repas le produit de la vente d'une forêt),.

### Démographie
Les habitants sont francophones à 90,1 %, germanophones à 3,9 % et lusophones à 3.3 %. La population s'élevait à 302 habitants en 1900 et en raison d'un exode massif, la commune n'enregistrait plus que 193 habitants en 1980.

## Économie
Orny était marquée principalement par l'agriculture jusqu'à la deuxième moitié du XXe siècle. Encore aujourd'hui, l'agriculture et l'élevage ont une signification importante dans la structure de la population active. De petites entreprises locales fournissent également quelques emplois. Beaucoup d'actifs sont des travailleurs pendulaires, qui travaillent dans les grandes localités environnantes.

## Transports
La commune est située sur l'axe principal reliant La Sarraz à Orbe. Elle est désormais[Depuis quand ?] desservie par les transports publics.

## Monuments
La commune compte sur son territoire trois bâtiments inscrits comme biens culturels suisses d'importance régionale : il s'agit du château (actuellement utilisé comme maison de retraite), de l'église réformée Notre-Dame et de la maison de l'éclusier du canal d'Entreroches.